# Rhipidia (Rhipidia) mutila
Rhipidia (Rhipidia) mutila is een tweevleugelige uit de familie steltmuggen (Limoniidae). De soort komt voor in het Australaziatisch gebied.